# Medici-Madonna
De Medici-Madonna of Madonna met Kind en vier heiligen is een schilderij op paneel van Rogier van der Weyden van na 1453. Het behoort tot de collectie van het Städel Museum in Frankfurt am Main.

## Toeschrijving
Sommige kunsthistorici beschouwden het schilderij als een ongeïnspireerd werk dat is uitgevoerd door assistenten, maar toen het in 2008 werd gerestaureerd en enkele donkere vernislagen werden verwijderd, bleek de uitvoering verfijnder en ruimtelijker dan eerst werd gedacht. Volgens de Duitse kunsthistoricus Jochen Sander hoeft de expressiveit van het schilderij niet onder te doen voor Rogiers beste werken uit de jaren 1440.

## Voorstelling
Het schilderij is een symmetrische sacra conversazione met centraal de zogende Maria met Kind op een verhoging met drie treden. Ze wordt geflankeerd door tweemaal twee heiligen, van wie er twee naast haar op de treden staan. Achter haar bevindt zich een in grisaille geschilderd, tentvormig baldakijn dat door twee engelen wordt opengehouden tegen een achtergrond van bladgoud. Op de voorgrond groeien geneeskrachtige wilde planten tussen het gras. In het midden staat een koperen kan met een blauwe iris en een witte madonnalelie. De lelie is naar dezelfde werktekening geschilderd als die op het zo'n vijftien jaar oudere Annunciatietriptiek in het Louvre.
Het schilderij is waarschijnlijk gemaakt voor een of meer leden van de Florentijnse Medici-familie. Dit blijkt uit het wapen van Florence met de fleur-de-lis en uit de twee heiligen rechts, de artsen Cosmas en Damianus, die de patroonheiligen waren van de Medici. Ze zijn hier uitgebeeld als respectievelijk de theoretische en de praktische kant van het medische vakgebied: Cosmas met het urinaal is de academicus en Damianus met de spatel is de heelmeester. De heiligen links, Johannes de Doper en Petrus, zijn in verband gebracht met hun Italiaanse naamgenoten Giovanni en Piero de' Medici. Cosmas en Damianus worden soms beschouwd als portretten van de twee broers, maar dit is onwaarschijnlijk. De koppen komen ook op andere schilderijen voor en lijken gebaseerd te zijn op eerdere tekeningen. Onderaan bevinden zich drie wapenschilden, met in het midden het wapen van Florence. De twee andere wapenschilden zijn nooit verder gekomen dan de witte gronderingslaag. Waarschijnlijk was het de bedoeling dat ze in Italië zouden worden toegevoegd, maar dit is nooit gebeurd.
Ook het genre van het schilderij, de sacra conversazione, en de piramidale compositie wijzen op een Italiaanse opdrachtgever, evenals het ontbreken van een tapijt over de treden, waardoor de geometrische vorm van het voetstuk wordt benadrukt. Als mogelijk voorbeeld is het Altaarstuk van Santa Lucia de' Magnoli van Domenico Veneziano uit circa 1445 of een vergelijkbaar werk genoemd. In het verleden werd verondersteld dat Rogier van der Weyden het werk tijdens een reis naar Rome in het jubeljaar 1450 onderweg in Florence had geschilderd, maar technisch onderzoek heeft aangetoond dat hij het in Brussel moet hebben gemaakt. De panelen zijn van Baltisch eikenhout, zoals gebruikelijk in de Lage Landen, terwijl in Italië vooral op populierenhout werd geschilderd. Bovendien blijkt uit de analyse van de jaarringen dat het werk waarschijnlijk niet voor 1453 is ontstaan, dus enige tijd na de veronderstelde reis naar Italië.

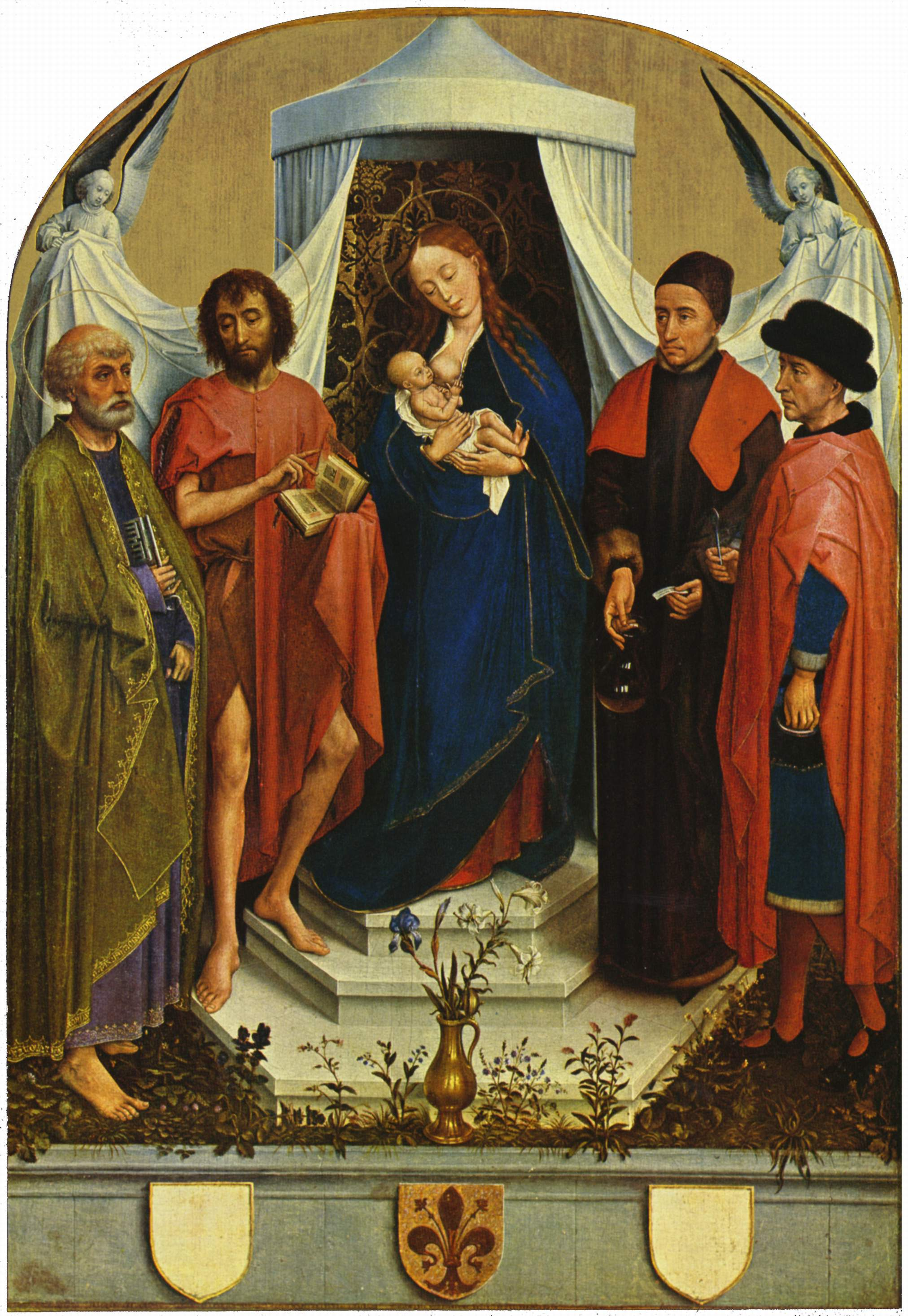
Het schilderij met de donkere vernislagen, voor de restauratie
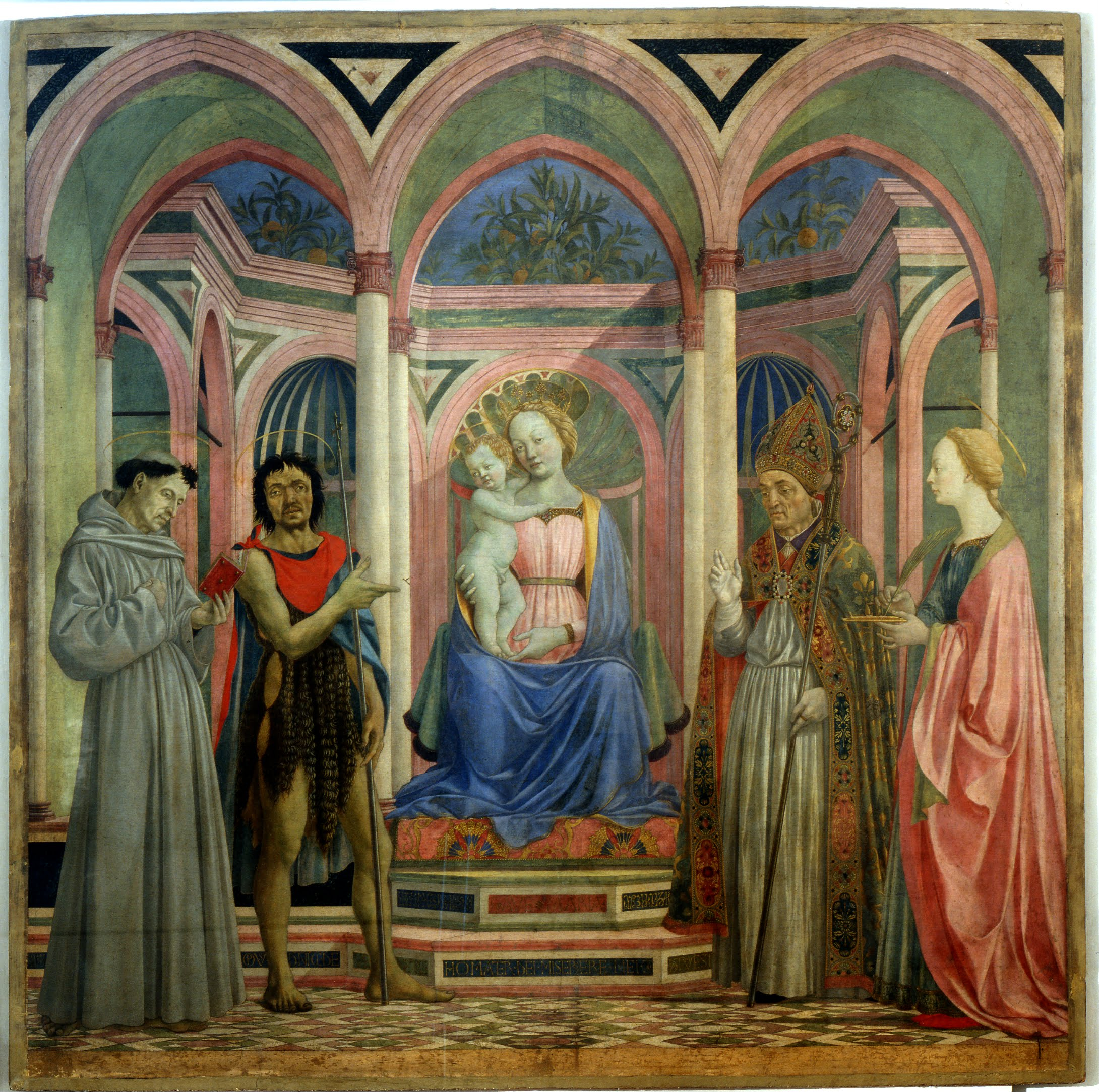
Domenico Veneziano, Altaarstuk van Santa Lucia de' Magnoli, circa 1445, Uffizi, Florence

## Herkomst
In 1833 kocht schilder en auteur Ernst Förster het van de schrijver, uitgever en kunsthandelaar Giovanni Rosini in Pisa. In hetzelfde jaar werd het schilderij door Förster te koop aangeboden aan het Städel Museum in Frankfurt am Main.